# Магелланова поганка
Магелланова поганка (лат. Podiceps major) — вид птиц из семейства поганковых (Podicipedidae), самый крупный в семействе.

## Описание
Это очень крупная поганка, пропорции которой напоминают уже скорее гусей и бакланов, нежели других поганок. Длина тела 67—80 см, вес около 1600 г, причём может достигать 2 кг и даже более.
Магелланова поганка питается преимущественно рыбой, а также насекомыми, ракообразными, моллюсками, крабами, иногда птенцами других водоплавающих птиц, особенно лысух.

## Классификация
На апрель 2018 года выделяют 2 подвида:
- Podiceps major major (Boddaert, 1783) — запад Перу, Парагвай, юго-восток Бразилии, Уругвай, центр Чили, юг Аргентины
- Podiceps major  navasi Manghi, 1984 — юг Чили